# ميشيل الكرشة
ميشيل الكرشة فنان سوري، ولد في دمشق عام 1900م.درس الفنون في فرنسا، وله لوحات عديدة موزعة في العديد من دول العالم. توفي عام1973م في ولاية نيويورك في الولايات المتحدة ودفن هناك.